# Jérémie Aliadière
Jérémie Aliadière (Rambouillet, 1983. március 30. –) francia labdarúgó.

## Pályafutása

### Arsenal
A Premier League-ben a 2001–2002-es szezonban debütált egy Fulham elleni mérkőzésen, amelyet 4-1-re nyert meg az Arsenal. Az első gólját West Bromwich Albion ellen rúgta 2002. augusztus 27-én.
A 2003–2004-es szezonban inkább a Ligakupában kapott lehetőséget. Az első Ligakupa-gólját a Rotherham United ellen rúgta. A mérkőzés rendes játékideje 1-1-re végződött. A tizenegyespárbaj eredménye 9-8 lett az Arsenalnak. A második Ligakupa-gólját a 4. fordulóban szerezte a Wolverhampton ellen. A 2003–04-es szezonban megnyerték a Premier League-et.
A 2005–06-os szezonban kölcsönadták a Celticnek, a West Ham Unitednek és a Wolverhampton Wanderers csapatának. A Wolverhampton együttesében 14 alkalommal lépett pályára, kölcsönben itt játszott a legtöbbször.
Az utolsó meccse az Arsenal színeiben a Portsmouth ellen volt a Fratton Parkban. A találkozó 0-0-ra végződött. Az Arsenal végül negyedik lett a 2006–2007-es szezonban.

### Middlesbrough
2007. június 19-én igazolt a Middlesbrough-hoz. Kétmillió font volt az átigazolási díja. Első gólját a Premier League-ben rúgta a Manchester United ellen, az Old Traffordon. A második találatát a Wigan Athletic ellen szerezte, a negyediket pedig a Fulham ellen.
A 2008–2009-es szezonban az első gólt a Yeovil Town ellen rúgta a Rivarside Stadionban 2008. augusztus 26-án, a mérkőzést 5-1-re nyerte meg a Middlesbrough. A 2008–2009-es szezonban az első Premier League-találatát a Wigan Athletic ellen szerezte a JJB stadionban 2008. október 4-én, a találkozót 1-0-ra nyerte meg a Middlesbrough. A gólt a 89. percben rúgta.

### Lorient
2011. július 5-én 3 évre írt alá a francia első osztályú FC Lorient csapatához.

## Sikerek, díjak

### Arsenal
- Premier League-nyertes: 2003–2004
- Angol labdarúgó-szuperkupa-győztes: 2003–2004